# Leonardo da Pisa
Leonardo da Pisa (eller Leonardo Pisano også kendt som Fibonacci, forkortet form af Filius Bonacci, Lat. søn af Bonacci) (ca. 1175 – 1250) var en italiensk matematiker, som især var kendt for som den første at have beskrevet Fibonacci-tallene.